# Улица Кирова (Витебск)
Улица Кирова — одна из главных магистралей Витебска. Находится в Железнодорожном районе города. Он проходит от железнодорожного вокзала на Привокзальной площади до Кировского моста. Длина улицы 650 метров, ширина 64,5 метра. По своему ходу пересекает улицы Димитрова, Комсомольскую, Ильинского.

## Архитектура
Ансамбль был создан в 1947—1958 гг. (архитекторы В. Гусев (руководитель), А. Данилова, В. Данилов). Улица и её продолжение — важный диаметр города, перпендикулярный улице Ленина и Западной Двине — главная композиционная ось в структуре города.
Перед Кировским мостом его завершают башенные объёмы гостиницы «Дзвина» и общежития Витебского филиала Высшего колледжа путей сообщения. Они играют важную роль в силуэте города. В застройке преобладают 4-х и 5-ти этажные жилые дома с магазинами, ресторанами и другими предприятиями культурно-бытового обслуживания на первых этажах. Композиция улицы основана на стилистическом единстве пластического решения фасадов с использованием элементов классического наследия. Целостный характер застройки придают примерно одинаковая длина и высота построек, сходство горизонтальных и вертикальных стыков (карнизов, натяжек, пилястр и др.), единообразие озеленения. Фасадные плоскости обогащены балконами, эркерами и другими архитектурными элементами. При строительстве жилых домов использовались 2-х и 3-х квартирные секции.